# Інгрід Тулін
І́нгрід Ту́лін (швед. Ingrid Thulin; 27 січня 1926, Соллефтео, Швеція — 7 січня 2004, Стокгольм, Швеція) — шведська акторка театру і кіно, режисерка, сценаристка.

## Біографія
Інгрід Тулін народилася 27 січня 1926 в сім'ї рибалки (батько — Адам Тулін, мати — Нанна Ларссон) в місті Соллефтео (лен Вестерноррланд, провінція Онгерманланд, Північна Швеція). У юнацькі роки займалася балетом, а в 1948 році закінчила акторську школу при Стокгольмському королівському драматичному театрі.
Від середини 1950-х років грала в театрі, де виконала багато різнопланових ролей класичного й сучасного репертуару. Примітна робота Тулін у «Пер Ґюнті» Генріка Ібсена, поставленому Інгмаром Бергманом в стокгольмському «Драмматені», а також їхні спільні роботи в театрі міста Мальме.
У кіно Інгрід Тулін дебютувала в 1948 році. Серед ранніх її кіноробіт варта уваги роль у фільмі «Суддя» класика шведського кіно Альфа Шеберґа. У 1950-1980-х роках зіграла головні та другорядні ролі більш ніж у 70-ти кіно- і телефільмах найрізноманітніших жанрів: від мелодрам до фільмів жахів. Знімалася, окрім Швеції, також у США, Данії, Італії, Франції.
Працювала з такими режисерами, як Лукіно Вісконті, Альфом Шеберґом, Гансом Абрамсоном, Джуліано Монтальдо, Оке Обергом, Рольфом Гасбергом, Шелдоном Рейнольдсом, Інгве Гамлін, Тоні де Грегоріо, Мауро Болоньїні, Аленом Рене, Вільготом Шеманом, П'єром Граньє-Дефером, Марко Феррері, Франко Джиральді, Ніколя Гесснером та іншими.

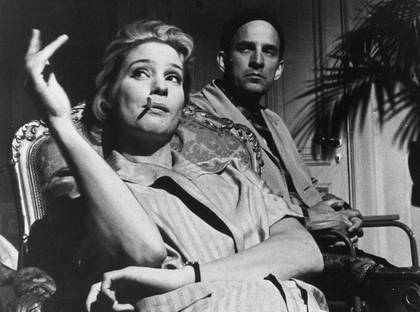
З Інгмаром Бергманом на зйомках фільму «Мовчання» (1963)

Особливе місце в творчій кар'єрі акторки займають роботи в авторському кінематографі шведського режисера Інгмара Бергмана, у якого вона, починаючи з 1957-го по 1983 рік, знялася у дев'яти фільмах. У 1957 році Бергман запрошує Тулін на центральну жіночу роль у стрічці «Сунична галявина», де акторка створила образ Маріанни Борг — невістки головного героя, літнього професора Борга, який відчував наближення смерті. Подальша спільна робота Бергмана і Тулін пов'язана з фільмами «Біля витоків життя», «Особа», «Причастя», «Мовчання», «Ритуал», «Шепоти та крики», та пізніше «Після репетиції». У фільмах Бергмана Ігрід Тулін розробляє серію складних жіночих характерів: самознищувальних і ментально роздвоєних, які оголюють протиріччя свідомого і емоційного, холодного раціоналізму та вируючих внутрішніх пристрастей. У кінострічках знаменитого режисера Тулін дістаються трагічно-фатальні, але, водночас, дуже людські й ранимі образи. Сам Бергман у книзі «Картини» так описував одного з її персонажів:
Жінка Тея (Інгрід Тулін), як мені представляється — напівсвідома спроба відзеркалити мою власну інтуїцію. У неї немає обличчя, вона не знає, скільки їй років, вона поступлива, відчуває потребу подобатися. Схильна до раптових імпульсів, спілкується з богом, ангелами і демонами, вірить, що вона свята, намагається симулювати стигматизацію, чутлива до межі, навіть дотик одягу до шкіри іноді викликає у неї біль. Вона не несе в собі ні творчого, ні деструктивного початку. Вона — параболічна антена для прийому таємничих сигналів потойбічних передавачів.
Участь у ключових кінороботах Бергмана робить Інгрід Тулін однією з найбільше інтригуючих зірок європейського інтелектуального кінематографу. У 1958 році на 11-му Каннському міжнародному кінофестивалі, спільно з Евою Дальбек, Бібі Андерссон та Барброй Юрт аф Урнес, акторка була відзначена Призу за найкраще виконання жіночої ролі у фільмі «На порозі життя».
У 1970-і роки «бергманівський» період у творчості та житті Інгрід Тулін змінюється «італійським». Оселившись у цій країні, акторка значно розширює свій творчий діапазон, знімаючись у знаменитих, а іноді і досить скандальних режисерів. У ці роки Тулін, залишаючись вірною європейському інтелектуальному кінематографу, звертається до ігрових комерційних стрічок, у тому числі брутально-еротичних, таким, як стрічка Тінто Брасса «Салон Кітті».
Наприкінці 1980-х років, вже шістдесятирічною, Тулін знімається у фільмі Марко Феррері «Будинок посмішок», де її героїня на схилі віку переживає несподіване любовне захоплення. Після цього фільму Інгрід Тулін остаточно відходить від акторської діяльності.
У 1965 році акторка дебютує якості режисер. У співавторстві з А. Едваллом вона знімає короткометражну стрічку «Молитва». Потім, у 1978-му, спільно з Е. Джозефсоном і С. Нюквістом, Тулін ставить повнометражну стрічку «Один і один», в якій паралельно грає головну роль. У 1982 на екрани виходить самостійна стрічка Тулін «Розколоте небо», заснована на спогадах акторки про своє дитинство в провінційному шведському містечку.
У 1980 році Інгрід Тулін очолювала міжнародне журі Міжнародного кінофестивалю в Західному Берліні.

## Особисте життя
Інгрід Тулін була двічі одружена. Спочатку (з 1952 по 1955 роки) зі шведським театральним режисером і сценографом Клаєсом Сюльвандером, а пізніше, впродовж 33 років (з 1956 по 1989 роки) з Гаррі Шайном, кінокритиком, засновником і директором Шведського інституту кінематографії.
Останні роки життя акторка провела в Римі. Повернутися на батьківщину її змусила затяжна хвороба, яка в результаті забрала її життя. У Стокгольмі, незадовго до свого 78-річчя Інгрід Тулін померла від раку.

## Фільмографія
Акторка
| Рік       |    | Українська назва                       | Оригінальна назва                     | Роль                              |
| --------- | -- | -------------------------------------- | ------------------------------------- | --------------------------------- |
| 1948      | ф  | Куди дмуть вітри                       | Dit vindarna bär                      | дівчина                           |
| 1949      | ф  | Син моря                               | Havets son                            | Ґудрун                            |
| 1949      | ф  | Кохання візьме верх                    | Kärleken segrar                       | Маргіт Дальман                    |
| 1950      | ф  | Викрадачі сердець                      | Hjärter knekt                         | Ґунвор Рантеруд                   |
| 1950      | ф  |                                        | När kärleken kom till byn             | Ангела                            |
| 1951      | ф  | Життя на «Надії»                       | Leva på «Hoppet»                      | Івонн                             |
| 1951—1955 | с  | Іноземна змова                         | Foreign Intrigue                      | Кристаль                          |
| 1952      | ф  |                                        | Kalle Karlsson från Jularbo           | Ельза                             |
| 1953      | ф  |                                        | En skärgårdsnatt                      | Інгрід                            |
| 1953      | ф  |                                        | Göingehövdingen                       | Анна Ридінг                       |
| 1953      | ф  | Зустріч з долею                        | Möte med livet                        | Віола                             |
| 1954      | ф  |                                        | Två sköna juveler                     | Ліллі Фрід                        |
| 1955      | ф  | Танцбвальний салон                     | Danssalongen                          | Сесілія                           |
| 1955      | ф  | Упс!                                   | Hoppsan!                              | Малу Гйорфадж                     |
| 1956      | ф  | Іноземна інтрига                       | Foreign Intrigue                      | Брита                             |
| 1957      | ф  | Ніколи в житті                         | Aldrig i livet                        | Лілі                              |
| 1957      | ф  | Сунична галявина                       | Smultronstället                       | Маріанна Борг                     |
| 1958      | ф  | Біля витоків життя                     | Nära livet                            |                                   |
| 1958      | ф  | Особа                                  | Ansiktet                              | Манда Фоґлер (інакше містер Аман) |
| 1960      | ф  | Суддя                                  | Domaren                               | Брита Рендел                      |
| 1962      | ф  | Чотири вершники Апокаліпсису           | The Four Horsemen of the Apocalypse   | Маргарита Лор'є                   |
| 1962      | ф  | Причастя                               | Nattvardsgästerna                     | Марта Лундберг, шкільна вчителька |
| 1962      | ф  | Агостіно                               | Agostino                              | мати Агостіно                     |
| 1963      | тф | Гра снів                               | Ett drömspel                          | Агнес                             |
| 1963      | ф  | Мовчання                               | Tystnaden                             | Естер                             |
| 1963—1964 | с  | Шпионаж                                | Espionage                             | Селеста                           |
| 1963      | ф  | Секстет                                | Sekstet                               | Елайн                             |
| 1964      | ф  | Леді                                   | Die Lady                              |                                   |
| 1965      | ф  | Повернення з попелу                    | Return from the Ashes                 | доктор Мішель «Міша» Вольф        |
| 1966      | ф  | Війна закінчена                        | La guerre est finie                   | Маріанна                          |
| 1966      | ф  | Нічні ігри                             | Nattlek                               | Ірен                              |
| 1967      | ф  | Завтра нас тут не буде                 | Domani non siamo più qui              | Джойя                             |
| 1968      | ф  | Година вовка                           | Vargtimmen                            | Вероніка Воґлер                   |
| 1968      | ф  | Диявол під подушкою                    | Un diablo bajo la almohada            | Каміла                            |
| 1968      | ф  | Купальщики                             | Badarna                               | Кок                               |
| 1968      | ф  | Аделаїда                               | Adélaïde                              | Елізабет Германн                  |
| 1968      | ф  | О'кей, Євтушенко                       | O.K. Yevtushenko                      | Nando Girl                        |
| 1969      | тф | Ритуал                                 | Riten                                 | Теа Вінкельманн                   |
| 1969      | ф  | Загибель богів                         | La caduta degli dei (Götterdämmerung) | баронема Софі фон Ессенбек        |
| 1971      | ф  | Коротка ніч скляних ляльок             | La corta notte delle bambole di vetro | Джессіка                          |
| 1972      | ф  | Шепоти та крики                        | Viskningar och rop                    | Карін                             |
| 1973      | ф  | Н.П. секретна служба                   | N.P. il segreto                       | жінка N.P.                        |
| 1973      | ф  | Святе сімейство                        | La sainte famille                     | Марія                             |
| 1973      | ф  | Жменя кохання                          | En handfull kärlek                    | Інез Крона                        |
| 1974      | с  | Мойсей                                 | Moses the Lawgiver                    | Міріам                            |
| 1974      | ф  | І починається запаморочлива подорож    | E cominciò il viaggio nella vertigine | Тетяна Іванівна Зеленіна          |
| 1975      | ф  | Монісманія-1995                        | Monismanien 1995                      | особистий детектив                |
| 1975      | ф  | Клітка                                 | La cage                               | Гелен                             |
| 1975      | ф  | Салон Кітті                            | Salon Kitty                           | Кітті Келлерманн                  |
| 1976      | ф  | Аньєзе йде на смерть                   | L'Agnese va a morire                  | Агнеса                            |
| 1976      | ф  | Перевал Кассандри                      | The Cassandra Crossing                | Єлена Штрандер                    |
| 1978      | ф  | Один і один                            | En och en                             | Ільва                             |
| 1980      | ф  | У день, коли я пішов, всю ніч ішов дощ | It Rained All Night the Day I Left    | невизначена роль                  |
| 1984      | тф | Після репетиції                        | Efter repetitionen                    | Ракель Еґерпан                    |
| 1985      | тф | Корсар                                 | Il corsaro                            |                                   |
| 1986      | ф  | День перший                            | Il giorno prima                       | місіс Гавермайєр                  |
| 1988      | тф | Серце матері                           | Cuore di mamma                        | Елоїза                            |
| 1990      | ф  | Будинок посмішок                       | La casa del sorriso                   | Аделіна                           |

Режисерка, сценаристка
| Рік  |     | Назва українською | Оригінальна назва | Режисер | Сценарист |
| ---- | --- | ----------------- | ----------------- | ------- | --------- |
| 1965 | к/м |                   | Hängivelse        | Так     |           |
| 1978 |     | Один і один       | En och en         | Так     |           |
| 1982 |     | Розколоте небо    | Brusten himmel    | Так     | Так       |

## Визнання
| Нагороди та номінації Інгрід Тулін  | Нагороди та номінації Інгрід Тулін                 | Нагороди та номінації Інгрід Тулін | Нагороди та номінації Інгрід Тулін |
| Рік                                 | Категорія                                          | Фільм                              | Результат                          |
| ----------------------------------- | -------------------------------------------------- | ---------------------------------- | ---------------------------------- |
| Каннський міжнародний кінофестиваль |                                                    |                                    |                                    |
| 1958                                | Найкраща жіноча роль                               | Біля витоків життя                 | Перемога                           |
| Кінофестиваль у Мар-дель-Плата      |                                                    |                                    |                                    |
| 1959                                | Гран-прі критиків найкращій акторці                | Сунична галявина                   | Перемога                           |
| Премія «Золотий кубок» (Італія)     |                                                    |                                    |                                    |
| 1960                                | Найкраща акторка                                   | Біля витоків життя                 | Перемога                           |
| Премія «Золотий жук»                |                                                    |                                    |                                    |
| 1964                                | Найкраща акторка                                   | Мовчання                           | Перемога                           |
| Кінофестиваль неореалізму в Авеліно |                                                    |                                    |                                    |
| 1966                                | Приз «Лачено д'Оро» найкращій акторці              | Нічні ігри                         | Перемога                           |
| Національна спілка кінокритиків США |                                                    |                                    |                                    |
| 1970                                | Найкраща акторка                                   | Загибель богів                     | Номінація                          |
| Премія BAFTA                        |                                                    |                                    |                                    |
| 1974                                | Найкраща акторка другого плану                     | Шепоти та крики                    | Номінація                          |
| Премія «Давид ді Донателло»         |                                                    |                                    |                                    |
| 1974                                | Спеціальний Давид                                  | Шепоти та крики                    | Перемога                           |
| 1991                                | Найкраща акторка                                   | Будинок посмішок                   | Номінація                          |
| Міжнародний кінофестиваль у Чикаго  |                                                    |                                    |                                    |
| 1982                                | «Срібний Г'юго» за найкращий перший художній фільм | Розколоте небо                     | Перемога                           |